# Keith Downing
Keith Gordon Downing (Oldbury, 23 luglio 1965) è un allenatore di calcio ed ex calciatore inglese, di ruolo centrocampista.

## Palmarès

### Giocatore

#### Competizioni nazionali
- Campionato inglese di quarta divisione: 1

Wolverhampton: 1987-1988
- Third Division: 1

Wolverhampton: 1988-1989
- English Football League Trophy: 1

Wolverhampton: 1987-1988

### Allenatore

#### Nazionale
- Campionato d'Europa Under-19: 1

Georgia 2017